# Zemlja pleše
"Zemlja pleše" je skladba Majde Sepe in Nina Robića iz leta 1962. Avtor glasbe je Mojmir Sepe, avtor besedila pa je Gregor Strniša.

## Slovenska popevka '62
Na Slovenski popevki '62 sta s to skladbo v alternaciji nastopila najprej Majda Sepe in kot drugi še Nino Robić. Skladba sicer ni zmagala, je pa prejela nagrado za najboljše besedilo.

## Prva izvedba
Majda Sepe je na Slovenski popevki 1962 odpela prvo izvedbo, a ta ni bila posneta in izdana na album, in se ni tako prijela kot druga, ki jo je odpel Nino Robić.

### Zasedba
Ob spremljavi ansambla Trio Mojmira Sepeta so igrali:
- Mojmir Sepe – klavir
- Mitja Butara – kitara
- Boris Vede – bas kitara
- Majda Sepe – vokal

## Druga izvedba
Nino Robić je na Slovenski popevki 1962 odpel drugo izvedbo. Ta je bila istega leta izdana na 10" veliki vinilni album plošči oziroma kompilaciji Festival slovenske popevke Bled 1962.

### Zasedba
- Nino Robić – vokal
- Jože Privšek – dirigent
- Zabavni orkester RTV Ljubljana – glasbena spremljava